# آنجلیکا کریلووا
آنجلیکا کریلووا (روسی: Анжелика Алексеевна Крылова؛ زادهٔ ۴ ژوئیهٔ ۱۹۷۳) اسکیت‌باز نمایشی، و رقصنده روی یخ اهل روسیه است.
وی همچنین برندهٔ جوایزی همچون نشان دوستی شده‌است.